# 飛騨御嶽高原高地トレーニングエリア
飛騨御嶽高原高地トレーニングエリアは、岐阜県飛騨地方にあるナショナルトレーニングセンターの競技別強化拠点の一つである。ナショナルトレーニングセンターは、「スポーツ振興基本計画」（2000年9月文部省告示）を受けて設置されている、日本のトップレベル競技者用トレーニング施設である。

## 概要
- 御嶽山の北西の山麓の標高1,200～2,200mにある高地トレーニング施設である。単一の施設ではなく、の岐阜県高山市・下呂市に点在する複数のエリアの総称である。
- 2005年（平成17年）には日本オリンピック委員会より2008年北京オリンピックの陸上競技強化センターの認定を受け、トップアスリートの練習場として国内外での認知されている。
- 陸上競技以外のスポーツ選手の利用も多い。
- 基本的には元々存在した施設を整備・新設したものである。合宿の場合は近くの指定された宿泊施設を利用する。

## 施設

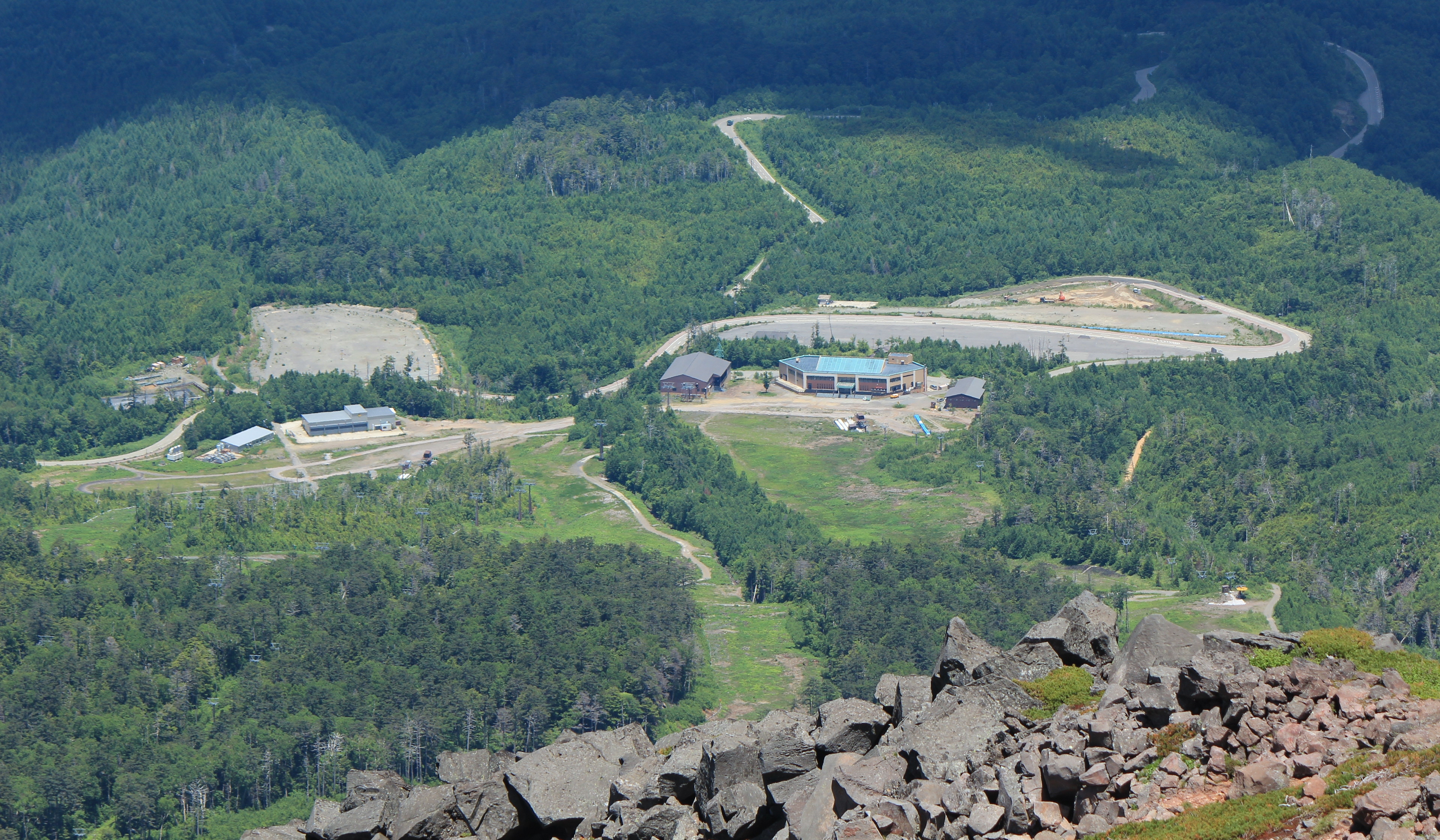
チャオ御岳リゾートゾーン

### チャオ御岳リゾートゾーン
- 岐阜県高山市高根町のチャオ御岳マウントリゾートを中心とするエリア。標高1,800m～2,200m。
- ウッドチップランニングコース2箇所、林道ランニングコース、全天候型100m走路などを有す。
- 高山市高根町から同市朝日町を経由して下呂市小坂町の濁河温泉ゾーンまで、全長7.6kmの飛騨御嶽尚子ボルダーロードがある。

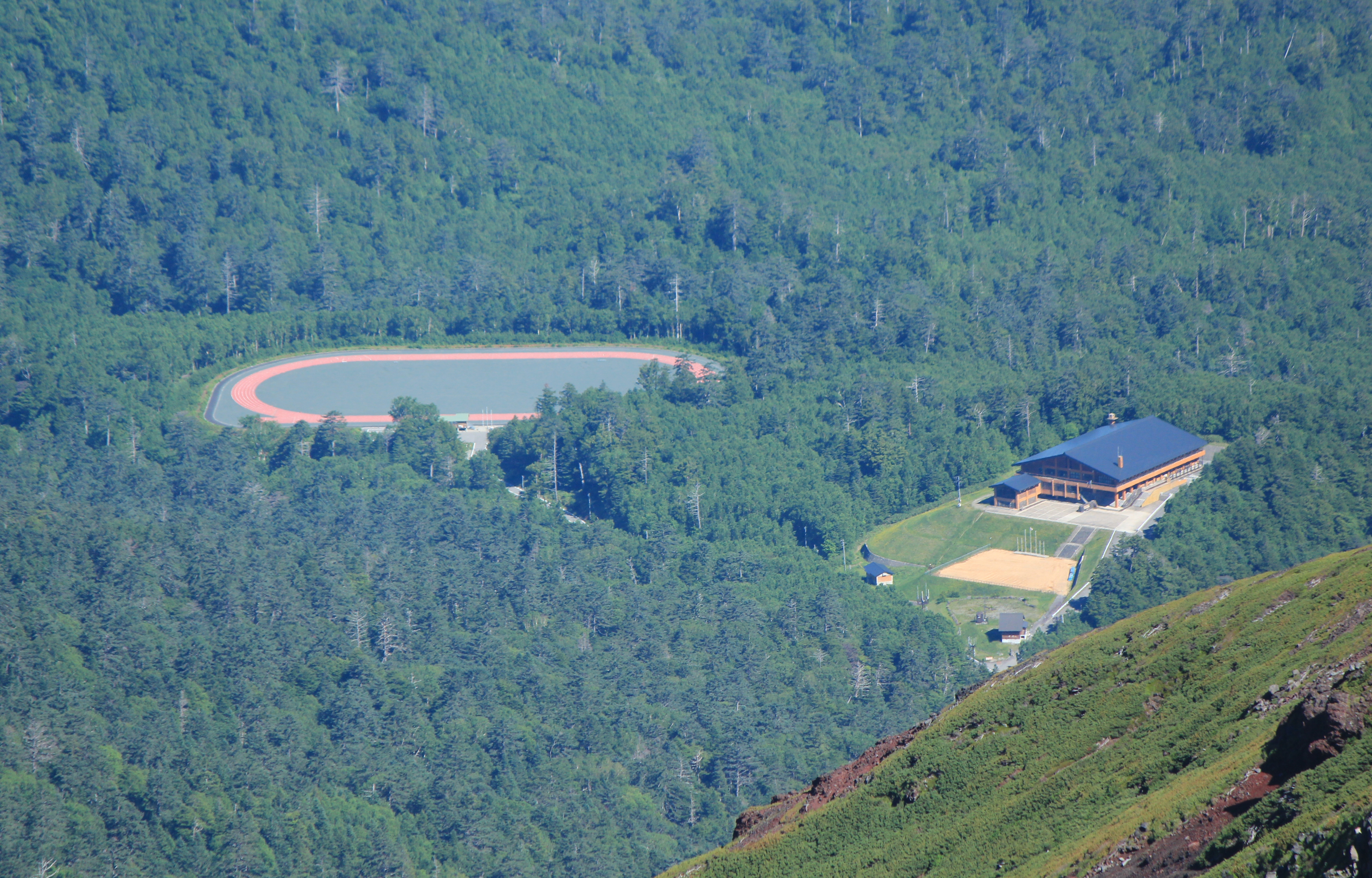
濁河温泉ゾーン（左：御嶽パノラマグランド）

### 濁河温泉ゾーン
- 岐阜県下呂市小坂町の濁河温泉を中心とするエリア。標高1,700～1,900m。
- 御嶽パノラマグランド（全天候型陸上競技場6レーン、ウッドチップジョギングコース、クレイ系舗装インフィールドなど）、濁河温泉クロスカントリーコースが整備されている。
- 下呂市濁河温泉高原スポーツレクリエーションセンターは2017年（平成29年）に岐阜県に移管され、岐阜県スポーツ科学センターの分館（御嶽濁河高地トレーニングセンター）となっている。

### 千町牧場ゾーン
- 岐阜県高山市高根町の牧場。飛騨牛が放牧されている。標高1,600m。
- 御岳山や乗鞍岳などの北アルプスが眺望できる。トレーニング施設としてではなく、癒しの効果を考慮したエリアである。

### オケジッタ日和田高原ゾーン

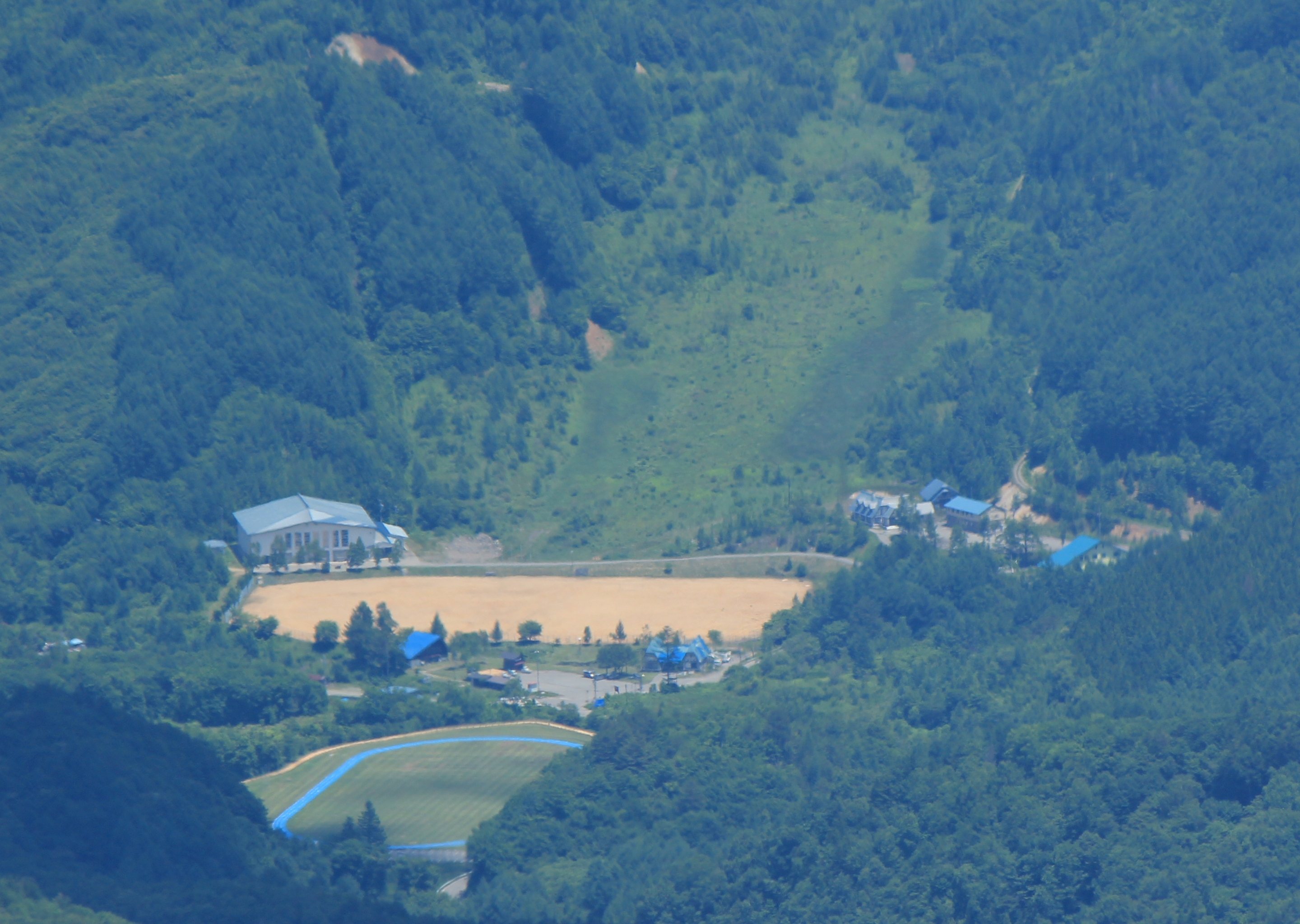
日和田高原ゾーン（手前：日和田ハイランド陸上競技場）

- 岐阜県高山市高根町の日和田高原一帯のエリア。標高1,300m～1,400m。
- 高根総合グラウンド（オケジッタグラウンド）、日和田ハイランド陸上競技場、飛騨日和田体育館、クロスカントリーコースなどが整備されている。

### 鈴蘭高原ゾーン
- 岐阜県高山市高根町の鈴蘭高原一帯のエリア。標高1,200m～1,300m。
- 鈴蘭高原芝ランニングコースなどがある。

## 交通
- チャオ御岳リゾートゾーンと濁河温泉ゾーンへはおんたけ交通、オケジッタ日和田高原ゾーンと鈴蘭高原ゾーンへは濃飛バスが運行されていたが廃止されている。チャオ御岳リゾートゾーンと濁河温泉ゾーンへは中央本線木曽福島駅から、オケジッタ日和田高原ゾーンと鈴蘭高原ゾーンへは高山本線下呂駅・高山駅からタクシーまたはレンタカー。